# Кръстец
 Тази статия е за селото в България.  За селото в Прилепско, Република Северна Македония вижте Кърстец.  
Кръстец е село в Северна България. То се намира в община Трявна, област Габрово.

## География
Село Кръстец се намира в планински район в Централна България. Гара Кръстец е отправен пункт на запад и изток по старопланинското било по маршрута Ком-Емине, както и из близките предели на Тревненския балкан. Някои хора погрешно смятат гара Кръстец за най-високата гара в България на нормална жп линия. (Всъщност най-висока за нормална линия е гара Гюешево.) Намира се в Дъбовския (Яйкалийски) проход. Оттук към Северна България продължава само един старинен коларски път – през седл. Пясъка, върховете Стражата, Квачка и през Елова могила продължава към Велико Търново.
През 1876 г. из северната част на Дъбовския проход тръгва на запад Тревненската чета, за да запише нови страници в историята на борбите на народа за свобода. Първоначално в м. Кръстец пристига една сотня конници казаци. След месец при казаците се установява Шеста опълченска дружина. Командир на гарнизона, охраняващ прохода, е щаб-капитан Шостак. Част от конните казаци пристигат от Кръстец на връх Бедек и атакуват в тил разположилите се там 2000 низами. Тази дружина изкопава в м. Кръстец на 3 места дълги окопи, които са запазени и личат. На запад от Кръстец, на Мъхченишкия превал, за охрана на Верейския път са направени окопи от 41-ви Селегински полк. На 01.11.1877 г. Шеста опълченска дружина слиза от Кръстец. На нейно място идва Девета опълченска дружина и с 2000 българи бежанци, които вървят пред колоната и разчистват дълбоките двуметрови снегове. Водачи са Руйо Донин от Мъглиж и Петко Отвъденеца.

## История
Представлява бивше миньорско селище, което е било създадено с цел експлоатация на находище от черни каменни въглища, разположено южно спрямо вододелното било на Тревненския Балкан и съставляващо компонент от Балканския каменовъглен басейн. В експлоатация са били рудници „Извора“, „Малините“ и „Лев“, които не функционират. Сега Кръстец е сред най-малките села в страната по брой жители. Няколкото десетки души са заети почти изцяло с обслужване на железопътната инфраструктура и подвижен състав.

## Културни и природни забележителности
Кръстец е най-високо разположената гара от железопътна линия 4: Русе – Подкова. Недалеч от гарата е и един от участъците в българската железопътна мрежа с най-голям наклон. Много хора смятат гледките от влаковете, преминаващи през района, за едни от най-живописните и пленяващи в страната.
До близкия връх Кръстец (1007 m, 42°47′N 25°32′E) се намира параклис Св. Иван Рилски Чудотворец. 
Освен това в близост до гарата се намира х. Кръстец, която е пункт от европейския туристически маршрут Е3, който в България преминава по продължение на Стара планина от Ком до Емине. Съседни пунктове са х. Бузлуджа на запад и х. Грамадлива на изток.